# HD 60574
HD 60574，又名CD-42 3325，SAO 218792、HR 2908，是一颗恒星，视星等为6.52，位于銀經255.87，銀緯-11.16，其B1900.0坐标为赤經7h 30m 0.7s，赤緯-42° -11.16′ 8″。